# Pierwszy dzień wolności
Pierwszy dzień wolności – dramat Leona Kruczkowskiego wystawiony w 1959, wydany w 1960 w Warszawie przez Państwowy Instytut Wydawniczy.
Autor przedstawia w nim problematykę wolności na przykładzie zdarzeń z pierwszych dni po II wojnie światowej. W sztuce przedstawiona jest reakcja kilku oficerów polskich, którzy opuszczają obóz jeniecki i spotykają się z przedstawicielami społeczeństwa niemieckiego. Między dwiema grupami dochodzi do napięcia potęgowanego obecnością w pobliżu niedobitków oddziałów niemieckiej armii. Głębię filozoficzną określają w nim myśli Polaków, ich rozterka oraz upojenie, a jednocześnie rozczarowanie wolnością.